# Eleições estaduais em Alagoas em 1960
As eleições estaduais em Alagoas em 1960 aconteceram em 3 de outubro como parte das eleições gerais em onze estados cujos governadores exerciam um mandato de cinco anos.
Estruturado à sombra dos Góis Monteiro, o PSD alagoano viu seu poder diminuir quando o clã migrou para outras legendas durante a última década, embora a família em questão tenha sustentado uma rivalidade com o grupo do ex-governador Arnon de Melo. Tal disputa entre dois blocos antagônicos foi quebrada em 1955 quando surgiu um tertius na pessoa de Muniz Falcão, advogado e jornalista natural de Pernambuco que exercia o segundo mandato de deputado federal e naquele ano fora eleito governador pelo PSP. Excluída a chance de acordo entre os grupos locais, um número recorde de candidatos disputou o governo do estado e nisso o resultado beneficiou a UDN que retornou ao poder após um hiato de dez anos.
Natural de Rio Largo, o governador Luís Cavalcanti iniciou a carreira militar em 1930 e sete anos depois ingressou na Escola Militar do Realengo. Mais tarde formou-se engenheiro civil e engenheiro militar pela Escola Técnica do Exército no Rio de Janeiro e em 1951, sob a patente de major, chefiou a Comissão de Estradas de Rodagem de Alagoas no governo Arnon de Melo. Em 1954 filiou-se à UDN e foi eleito suplente do senador Rui Palmeira. Quatro anos mais tarde mudou de partido e elegeu-se deputado federal PSD, entretanto retornou à sua antiga legenda e foi eleito governador de Alagoas em 1960 sob a graduação de coronel.
Para vice-governador foi eleito Teotônio Vilela. Alagoano de Viçosa, foi vaqueiro e agricultor e chegou a frequentar o ensino universitário no Recife e na cidade do Rio de Janeiro, mas não se formou. Graças a uma sociedade entre seus familiares tornou-se sócio de uma usina de açúcar em Junqueiro. Sua estreia na política ocorreu ao eleger-se deputado estadual via UDN em 1954, mandato que não renovou por ter disputado a suplência de senador em 1958 na chapa de Arnon de Melo numa candidatura sem êxito. Dois anos depois chegou ao posto de vice-governador.

## Resultado da eleição para governador
Segundo o Tribunal Superior Eleitoral houve 115.086 votos nominais (92,87%), 3.632 votos em branco (2,93%) e 5.201 votos nulos (4,20%), resultando no comparecimento de 123.919 eleitores.
| Candidatos a governador do estado | Candidatos a vice-governador | Número | Coligação           | Votação | Percentual |
| --------------------------------- | ---------------------------- | ------ | ------------------- | ------- | ---------- |
| Luís Cavalcanti UDN               | Ver abaixo -                 | -      | UDN (sem coligação) | 38.915  | 33,81%     |
| Abraão Moura PSP                  | Ver abaixo -                 | -      | PSP (sem coligação) | 37.213  | 32,34%     |
| Silvestre Péricles PDC            | Ver abaixo -                 | -      | PDC (sem coligação) | 31.020  | 26,95%     |
| Ary Pitombo PTB                   | Ver abaixo -                 | -      | PTB, PSD            | 7.938   | 6,90%      |

## Resultado da eleição para vice-governador
Segundo o Tribunal Superior Eleitoral houve 82.696 votos nominais (82,73%), 13.085 votos em branco (13,09%) e 4.174 votos nulos (4,18%), resultando no comparecimento de 99.955 eleitores.
| Candidatos a governador do estado | Candidatos a vice-governador | Número | Coligação           | Votação | Percentual |
| --------------------------------- | ---------------------------- | ------ | ------------------- | ------- | ---------- |
| Ver acima -                       | Teotônio Vilela UDN          | -      | UDN (sem coligação) | 33.952  | 41,06%     |
| Ver acima -                       | Beroaldo Rego PSP            | -      | PSP (sem coligação) | 29.066  | 35,15%     |
| Ver acima -                       | Medeiros Neto PSD            | -      | PTB, PSD            | 14.870  | 17,98%     |
| Ver acima -                       | Cícero Virgílio Torres PDC   | -      | PDC (sem coligação) | 4.808   | 5,81%      |